# Ipecaetá
Ipecaetá é um município brasileiro do estado da Bahia localizado na Área de Expansão Metropolitana de Feira de Santana. Segundo o Censo de 2022 do IBGE, sua população estimada pelo IBGE em 2024 era de 14 064 habitantes.
Ipecaetá tem 395,4 quilômetros quadrados de área e densidade demográfica de 45,45 habitantes por quilômetros quadrados.

## História
A história do território que compõe o município de Ipecaetá tem origem nos povos indígenas que habitavam a região que compreende o vale do rio Paraguaçu até a Serra do Sincorá, em especial os indígenas Payayá. Por volta de 1655, começa a colonização europeia deste território quando o português João Peixoto Viegas recebeu de Portugal uma concessão de terras que ficou conhecida como “Morgadio da Casa de João Peixoto Viegas das Itapororoca”, extenso conjunto de sesmarias que abarcava uma área alcançava diversos municípios atuais, a exemplo de Ipecaetá, Anguera, Serra Preta, Candeal, Irará, Santa Bárbara e Feira de Santana. Nessa propriedade sesmarial foi construída a capela de São José das Itapororoca, que daria origem ao distrito de Maria Quitéria, situado no atual município de Feira de Santana.
Nesse período, um grupo de indígenas payayás, chamados pelo exônimo de Ipecás ou Ipecás-Paiaiás, que formavam um aldeamento pequeno situado no vale do rio Curumataí, curso d'água local que constituiria o limite geográfico entre os atuais municípios de Ipecaetá e Santo Estêvão (área que compreende os locais conhecidos contemporaneamente como Benfica, Fazenda Pau d'Alho e Fazenda Mocambo), foram submetidos a diversos ataques violentos pelos colonizadores portugueses que resultaram em mortes e escravização dos sobreviventes.
Em 1889, o comerciante Antônio Luís de Cerqueira (conhecido como "Totonho do Pirim") compra a fazenda Orobó, na qual estabelece sua residência, essa propriedade rural constituirá o embrião de um núcleo populacional não indígena que foi ampliado em 1914, quando foi construída uma capela, que seria a futura Igreja de Nossa Senhora de Lourdes, subordinada à paróquia da igreja católica de Santo Estêvão.
Na década de 1930, foi criado o Distrito de Paz de Patos por meio do Decreto nº 8.389, de 17 de abril de 1933, distrito que ficou subordinado ao município de Cachoeira.
Baseados em registros de divisões territoriais da segunda metade da década de 1930, verifica-se que, a partir de 1936, o então Distrito de Paz de Patos pertencia ao município de Santo Estêvão.
No início da década de 1960, época em que o Estado da Bahia era governado por Juraci Magalhães, o Distrito de Patos se emancipou do município de Santo Estêvão ao ser elevado à categoria de município com a denominação de Ipecaetá, conforme a Lei Estadual nº 1.726, de 19 de julho de 1962.

## Geografia

### Limites
| Noroeste: Ipirá                           | Norte: Serra Preta e Feira de Santana | Nordeste: Feira de Santana               |
| Oeste: Rafael Jambeiro e Ipirá            |                                       | Leste: Antônio Cardoso                   |
| Sudoeste: Rafael Jambeiro e Santo Estêvão | Sul: Santo Estêvão                    | Sudeste: Santo Estêvão e Antônio Cardoso |

## Política
O Município de Ipecaetá possui uma estrutura político-administrativa composta pelo Poder Executivo, chefiado por um Prefeito eleito por sufrágio universal, o qual é auxiliado diretamente por secretários municipais nomeados por ele, e pelo Poder Legislativo, institucionalizado pela Câmara Municipal de Ipecaetá, órgão colegiado de representação dos munícipes que é composto por vereadores também eleitos por sufrágio universal.
Atuais autoridades municipais de Ipecaetá
- Prefeito: Elcydes Piaggio de Oliveira Júnior - PSD (2021/-)[10]
- Vice-prefeito: Edeu de Souza Gomes - PP (2021/-)[10]
- Presidente da Câmara: Gilson Santana Ferreira - PSD (2021/-)[10]